# Antoine Poncet

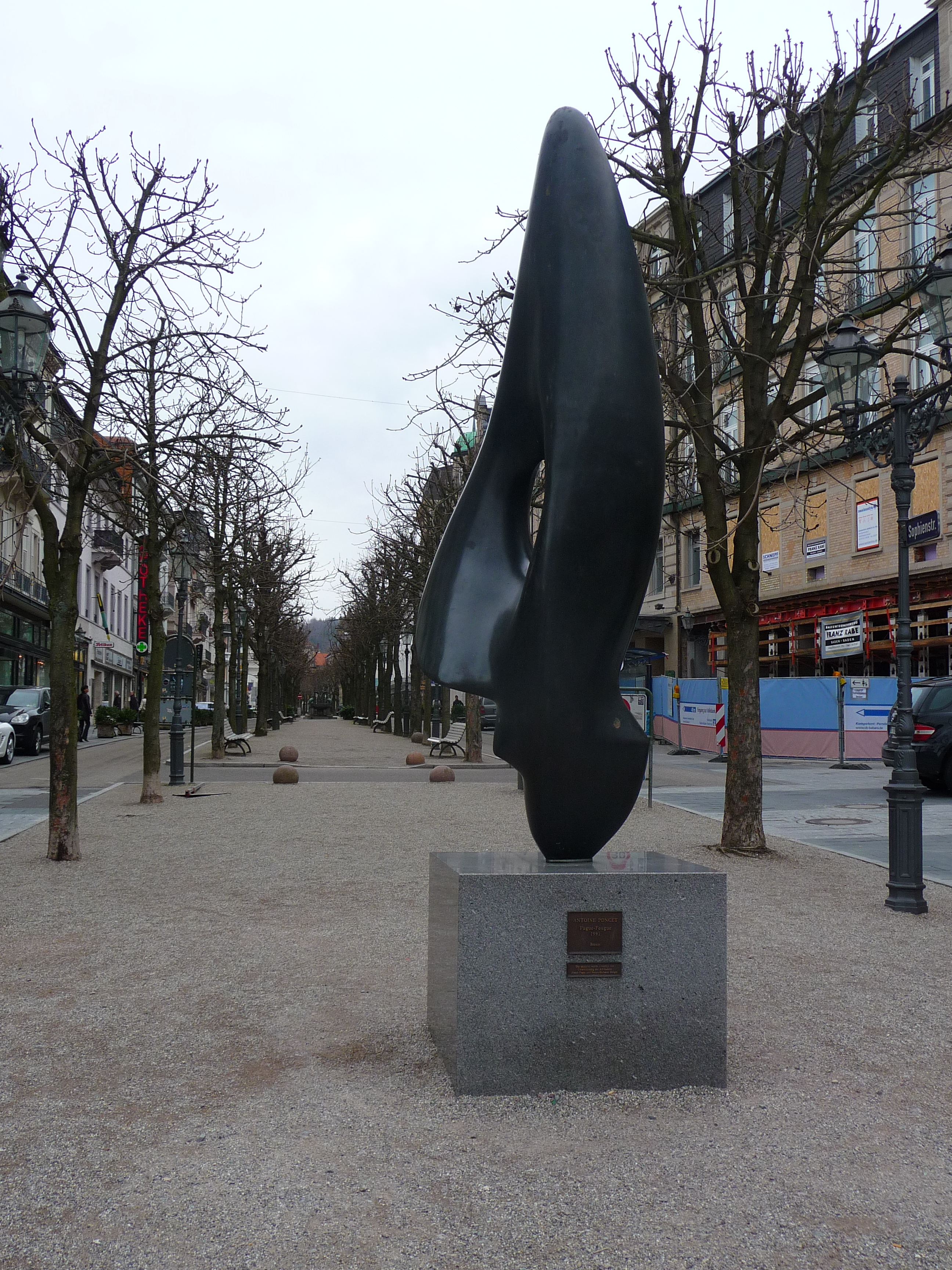
Fugue-Fougue (uit de serie: Fugues 1981-1990) in Baden-Baden

Antoine Poncet (Parijs, 5 mei 1928 – Châtillon, 13 augustus 2022) was een Zwitsers-Franse beeldhouwer.

## Leven en werk
Antoine Poncet, zoon van de Zwitserse schilder Marcel Poncet en Anne-Marie Denis, de dochter van de Franse schilder Maurice Denis, kreeg zijn beeldhouwopleiding van 1942 tot 1945 bij de beeldhouwer Casimir Reymond aan de École cantonale d'art de Lausanne in Lausanne. In 1942 werkte hij in het atelier van de beeldhouwster Germaine Richier in Zürich. Met een Franse staatsbeurs in 1948 kon hij zijn opleiding in Parijs voltooien. Hij werd een leerling van Ossip Zadkine en ontmoette Hans Arp, in wiens atelier hij van 1953 tot 1955 werkte. Ook maakte hij kennis met de beeldhouwers Constantin Brâncuşi, Henri Laurens, Alicia Penalba, Étienne Martin en François Stahly.
In 1965 kreeg hij een grote opdracht van de Amerikaanse verzamelaar en mecenas Nathan Cummins voor de vervaardiging van 18 marmeren beelden. De opdracht stelde Poncet in staat te werken in het atelier van Carlo Nicoli (Studi Nicoli) in de marmergroeve van Carrara in Italië.
In 1957 ontving hij de beeldhouwprijs Prix André Susse, in 1983 de Prix Henry Moore van het Beeldenpark Hakone in Hakone (Japan) en in 1996 de Prix de l'Hermitage in Lausanne. In 1960 was hij lid van de jury van de Prix Bourdelle. Poncet is lid van de afdeling sculptuur van de Académie des Beaux-Arts, Chevalier de l'Ordre National du Mêrite en Officier dans l'Ordre des Palmes académiques.
Hij overleed op 13 augustus 2022 op 94-jarige leeftijd.

## Exposities
In 1952 nam Poncet deel aan de Salon de la Jeune Sculpture, de Salon des Réalités Nouvelles en de Salon de Mai.
In 1956 werd Poncet uitgenodigd voor de Biënnale van Venetië, in welk jaar hij ook zijn eerste expositie had bij Galerie Iris Clert in Parijs. Antoine Poncet heeft aan veel exposities deelgenomen, onder andere in 1961 en in 1965 de Biënnale Middelheim in Antwerpen en in 1963 het beeldhouwsymposium van Manazvru in Japan.

## Werken
Zijn werk, gecreëerd in de traditie van Arp en Brâncuşi met organische vormen, bevindt zich in de collectie van musea en beeldenparken, alsmede in de openbare ruimte van steden in Europa, de Verenigde Staten en Japan.